# John Walker (inventor)
John Walker (Stockton-on-Tees, Anglaterra, 29 de maig de 1781 – ibíd., 1 de maig de 1859) va ser un inventor anglès que va inventar el misto de fricció.

## Biografia
Walker va néixer a Stockton-on-Tees, al comtat de Durham, el 1781. Va anar a l'escola secundària local i després va ser aprenent de Watson Alcock, el cirurgià principal de la ciutat, que el servia d'assistent. Tanmateix, tenia una aversió a les operacions quirúrgiques i va haver d'abandonar la professió, recorrent a la química. Després d'estudiar a Durham i York, va crear una petita empresa com a farmacèutic al 59 High Street de Stockton, cap al 1818. Walker va morir a Stockton l'1 de maig de 1859 i va ser enterrat al recinte de l'església de Santa Maria a Norton, prop de Stockton.

## Misto de fricció
Va desenvolupar un interès per intentar trobar un mitjà per obtenir foc fàcilment. Ja es coneixien diverses mescles químiques que s'encendrien per una sobtada explosió, però no s'havia pogut transmetre la flama a una substància de combustió lenta com la fusta. Mentre Walker preparava una barreja d'il·luminació en una ocasió, un llumí que hi havia quedat submergit va provocar una fricció accidental. De seguida, va apreciar el valor pràctic del descobriment i va començar a fer proves fent coincidir materials de fricció. Consistien en fèrules de fusta o pals de cartó recoberts de sofre i acabats amb una barreja de sulfur d'antimoni, clorat de potassa i goma; el sofre servia per comunicar la flama a la fusta.
El preu d'una caixa de 50 llumins era d'un xíling. I amb cada caixa se subministrava un tros de paper de vidre doblegat, a través del qual s'havia de treure els llumins per encendre'ls. Va batejar-ho amb el nom de "Congreves" en honor de l'inventor i pioner del coet, Sir William Congreve. No va divulgar la composició exacta dels seus llumins.

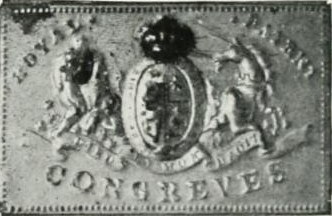
Una caixa d'estany de llumins "Congreves" (1827)

Dos anys i mig després que es fes pública la invenció de Walker, perquè Isaac Holden va arribar, independentment, a la mateixa idea de recobrir estelles de fusta amb sofre. Segons la seva pròpia declaració, la data exacta del seu descobriment va ser l'octubre de 1829. Abans fins a aquesta data, el llibre de vendes de Walker contenia un compte de no menys de 250 vendes de llumins de fricció, amb una primera entrada amb la data del 7 d'abril de 1827. Ja còmodament ben acomodat, Walker es va negar a patentar el seu invent, tot i haver estat encoratjat per Michael Faraday i altres, posant-lo a disposició lliure de tothom. No va rebre fama ni riquesa pel seu invent, tot i que va poder retirar-se alguns anys després. El mèrit de la seva invenció es va atribuir només després de la seva mort.
Seguint les idees exposades pel químic francès Charles Sauria, que el 1830 va inventar el primer llumí basat en fòsfor substituint el sulfur d'antimoni de les partides de Walker per fòsfor blanc, els mistos es van patentar per primera vegada als Estats Units el 1836, sent a Massachusetts de mida més reduïda i més segura d'utilitzar. Més tard es va prohibir el fòsfor blanc per a ús públic a causa de la seva toxicitat. Els moderns llumins de seguretat actuals han estat creats pel químic suec Gustaf Erik Pasch.